# طارق العيسمي
طارق زيدان الأمين العيسمي مداح (بالإسبانية: Tareck El Aissami) سياسي وقانوني فنزويلي من أصل سوري، يشغل منذ 4 يناير 2017 منصب نائب الرئيس الفنزويلي نيكولاس مادورو، كما شغل منصب وزير الداخلية والعدل الفنزويلي وحاكم ولاية أراغوا في عهد الرئيس هوغو تشافيز. نفى كل الإتهامات التي وجهت له بالمشاركة في الفساد، وغسيل الأموال وتهريب المخدرات.

## النشأة والميلاد
ولد في 12 نوفمبر 1974 في فنزويلا، هو واحد من خمسة أطفال، والدته لبنانية الأصل، ووالده اسمه زيدان الأمين العيسمي سوري من أصول درزية من جبل الدروز، وعمه شبلي العيسمي أحد قيادات ومؤسسي حزب البعث العربي الإشتراكي. وأيضاً يعرف والده باسم كارلوس زيدان في فنزويلا، كان رئيس حزب البعث العراقي المحلي في فنزويلا، وله علاقات وروابط مع السياسيين اليساريين في الشرق الأوسط، كان والده من الداعمين للمحاولة الانقلابية التي قام بها هوغو شافيز في عام 1992، وأُعتقل بعدها. بعد اعتقال والده، آثرّ ذلك على طفولته وهو ابن السابعة عشرة سنه، وأصيب بالإحباط من الوضع في فنزويلا. من أقوال والده «تذكّر إن الرجال القادرين هم من يصنعون التاريخ، وغيرهم يكتفون بالانتقاد».كان يرى مع والده بان هوغو شافيز لقادر على إعادة كتابة التاريخ. بعد اعتقال والده تبع ذلك تقاعد عمه الكبير شبلي العيسمي من العمل السياسي في العراق، وبقى فيها حتى غزو العراق في العام 2003، أقام بعد ذلك في مصر، وفي عام 2011 بعد اندلاع الثورة السورية، أُختطفَ من بلدة عالية في جبل لبنان من قبل جماعة مجهولة وأتهمَ به النظام السوري.

## الدراسة والتكوين
درس العيسمي القانون وعلم الجريمة في جامعة لوس أنديس بإقليم لوس أنديس في فنزويلا، حيث بدأ نشاطه السياسي في الجامعة، وكان أحد أركان الحركة الطلابية في الجامعة، وبات من أقطاب الحزب الاشتراكي الموحد الفنزويلي الحاكم، الذي انتخب نائبًا عنه في البرلمان عام 2005.

## الحياة السياسية

### السجل المدني والوثائق الرسمية
في العام 2003 عُيّن صديقه المقرّب في الجامعة هوغو كابزاس رئيسًا للمكتب الوطني لشئون الهوية والأجانب، وهو المكتب المعني بالسجل المدني وإصدار الوثائق الرسمية للمواطنيين الفنزويليين وإصدار بطاقات الإقامة للمهاجرين والمقييمين في فنزويلا، في نفس العام بعد إن خسر العيسمي حملة إعادة انتخابه في اتحاد الطلاب دعاه صديقه هوغو كابزاس للعمل كنائب له، بعد ذلك العيسمي وصديقه هوغو كابزاس أُوكلت لهما مهام إصدار الوثائق للفنزويليين والمقيمين عبر برنامج يتبع للحكومة الفزويلية ولكن سرعان ما وجد البرنامج معارضة بحجة إنه يقدم وثائق إلى أجانب غير مؤهلين.

### البرلمان ووزارة الداخلية
بعد إقامته في العاصمة الفنزويلية كاراكاس أصبح العيسمي عضوَا في البرلمان بعد فوزه في الانتخابات البرلمانية عام 2005، ممثلاً لولاية مريدا مسقط راسه. ومن عام 2007 إلى 2008 عمل نائبًا لوزير الخارجية لشئون أمن المواطن، في سبتمبر عام 2008 عينه الرئيس هوغو تشافيز كوزيراً للداخلية والعدل. وفي عام 2009 صرّحَ العيسمي أن عمليات مكافحة المخدرات في فنزويلا قد تحسنت بعد طرد وكالات مكافحة المخدرات التابعة للحكومة الكولومبية والولايات المتحدة التي تحولت إلى عصابة تهريب مخدرات. في 24 أغسطس 2011 أعلن العيسمي الحظر على الاستخدام العام للأسلحة النارية في فنزويلا، وظلّ العيسمي في وزارة الداخلية والعدل حتى انتخب حاكمًا لولاية أراغوا في عام 2012.

### حاكم ولاية أراغو
شغل منصب حاكم ولاية أراغوا من عام 2012 حتى عام 2017.
مؤسسة القدس لصناعات الملاحة الجويـة العسكرية الإيرانية، التي تم إقرارها بموجب قرار مجلس الأمن الدولي رقم 1747 لعام 2007 كمؤسسة إرهابية، عملت في ولاية أراغوا منذ عام 2008 بالتعاون مع شركة الصناعات العسكرية الفنزويلية المحدودة، واستمر المشروع المشترك الذي تعمل فيه المؤسسة الإيرانية طوال فترة ولاية العيسمي، التي انتهت في العام 2017 بانتقاله إلى العمل كنائب للرئيس.
وفقًا إلى تحليل ديفيد إسمايلد من معهد واشنطن لشئون أمريكا اللاتينية، إن العيسمي خلال عمله حاكمًا إلى ولاية أراغوا ترأس الشرطة فيها وأصبحت واحدة من أعنف قوات الشرطة في فنزويلا وطبقّ 21 خطة أمنية في أراغو، لكن بالرغم من ذلك فإن معدل العنف وصل إلى 142 قتيل لكل 100 ألف مواطن في عام 2016.

### نائب الرئيس
في 4 يناير 2017 قام الرئيس نيكولاس مادورو بتعيين العيسمي نائبًا له. وبسبب الجدل الذي يحيط بالعيسمي كان تعيينه محل جدال؛ باعتبار إنه إذا جرت انتخابات سحب في عام 2017، فسيصبح رئيس فنزويلا حتى عام 2019.

### مصدر القوة
في 26 يناير 2017 أصدر الرئيس نيكولاس مادورو مرسومًا رئاسيًا في يوم 26 يناير 2017 مكّن العيسمي من استخدام صلاحيات المرسوم الاقتصادي، ومنح العيسمي السلطات التي لم يشغلها نائب الرئيس في فنزويلا من قبل، ومنحه سلطات تنافس سلطات نيكولاس مادورو نفسها. المرسوم منح العيسمي سلطة إصدار مرسوم بشأن كل شيء من «الضرائب إلى مخصصات العملات الأجنبية للشركات المملوكة للدولة» وكذلك التوظيف في الشركات المملوكة للدولة، هذه الخطوة جعلت من العيسمي أحد أقوى الرجال في فنزويلا.

## الجدل

رسم توضيحي للشبكة التي أنشأها طارق العيسمي ومهاجمه سمرق خوسيه لوبيز بيلو

### الإتهامات بتجارة المخدرات وغسيل الأموال
منذ عام 2011، قام فرع تحقيق الأمن الداخلي في الولايات المتحدة للهجرة والجمارك بتطبيق قانون إدارة ومكافحة المخدرات في الولايات المتحدة بالتحقيق في الأعمال التي يتهم بها العيسمي وهي غسيل الأموال في الشرق الأوسط، وتحديداً في لبنان. وفقا لصحيفة وول ستريت جورنال، فإن العيسمي يخضع للتحقيق من قبل الولايات المتحدة بسبب أنشطته المزعومة في تهريب المخدرات منذ عام 2015. وصرح رافائيل إيسا الحاكم السابق لأراغوا، بأن العيسمي دفعت له من قبل تاجر المخدرات وليد مقلد من أجل إستقبال شحنات من المخدرات في فنزويلا. قبل تسليمها إلى فنزويلا، زُعم أن وليد مقلد أخبر عملاء وكالة مكافحة المخدرات أنه في الفترة من 2007 إلى 2012، دفع إلى شقيق العيسمي، فراس العيسمي، وطلب منه غسل أموال في صناعة النفط الفنزويلية.
في 13 فبراير 2017، صادقت وزارة الخزانة الأمريكية على العيسمي بموجب قانون تعيين الأجانب للمخدرات. اتهمه المسؤولون الأمريكيون بتسهيل شحنات المخدرات من فنزويلا إلى المكسيك والولايات المتحدة ، حيث قاموا بتجميد عشرات الملايين من الدولارات من الأصول المزعومة تحت سيطرة العيسمي. وبعد يوم واحد من هذه الحادثة، صوتت الجمعية الوطنية الفنزويلية التي تسيطر عليها المعارضة لصالح فتح تحقيق في تورط العيسمي المتهم بتهريب المخدرات. ونفى العيسمي ارتكاب أي مخالفات جنائية في حين دافع عنه الرئيس نيكولاس مادورو قائلاً: «سترد فنزويلا، خطوة خطوة، بالتوازن والقوة. وسيعتذرون علناً إلى نائب رئيسنا»، وقال أيضاً إن العيسمي ألقى القبض على أكثر من 100 مهرب مخدرات، وقام بتسليم 21 منهم إلى الولايات المتحدة. في رسالة مفتوحة، نشرت في صحيفة نيويورك تايمز، قال العيسمي: «ليس لدي أصول أو حسابات في الولايات المتحدة أو في أي بلد من العالم، ومن العبث أن الإدارة الأمريكية تقوم بإجراءت تجميد أموال وأصول لا أمتلكها على الإطلاق.»

### حادثة ناركوسوبرينوس أو حادثة الأبناء تجار المخدرات
حادثة ناركوسوبرينوس أو حادثة الأبناء تجار المخدرات هي حادثة أدت إلى اعتقال وإدانة أبناء سيليا فلوريس زوجة الرئيس الفنزويلي نيكولاس مادورو، في هاييتي في نوفمبر 2016 الذين أدينوا بمحاولة تهريب 800 كيلوغرام من الكوكايين إلى الولايات المتحدة، وزُعم وجود صلات بين الشحنة والعيسمي وشريك آخر تم اعتقاله في هندوراس. وفقاً لمصدر تحدث إلى آل نويفو هيرالد حول الحادث، إن رجل اسمه روبرتو دي جيس سوتو جارسيا، وهو رجل هندوراسي قدم معلومات لوجستية عن شحنات المخدرات لأبناء زوجة مادورو، والعيسمى أيضاً. وذكر المصدر أن سوتو غارسيا عمل مع مجموعة من المسؤولين الفنزويليين، في عمليات أطلق عليها اسم إحتكار الشموس ، وأنه عمل "بشكل خاص مع العملية التي يرأسها طارق العيسمي وشركته. وقد عمل معهم لبعض الوقت. وفقا لشهادة من أبناء زوجة مادورو، فإن الكوكايين الذي كان من المقرر أن يتم نقله إلى الولايات المتحدة من قبلهم أنه تم توفيره من قبل العيسمي.

### الاتهامات بالإرهاب
في العام 2003، سجل تقرير شركة أخبارالولايات المتحدة وتقرير العالم تصريحات أدلى بها مسؤول أمريكي مجهول إلى أن "عدة آلاف" من رعايا الدول الراعية للإرهاب كانوا يحصلون على هويات فنزويلية من وحدة جوازات السفر والتجنس، عندما كان العيسمي جزءًا من قيادتها. وذكر المسئول كذلك أن "الكولومبيين هم أكبر مجموعة؛ وكان هناك أكثر من ألف منهم. كما شملت القائمة العديد من دول الشرق الأوسط ذات الاهتمام مثل سوريا ومصر وباكستان ولبنان.
وبحسب موقع حول أمريكا الاخباري ، إن مدعين أمريكيين زعموا أن العيسمي كان مسؤل الاتصال الفنزويلي مع حزب الله، وقدم جوازات سفر لـمنظمات إرهابية.واتهم تقرير صادر مركز الحماية والمجتمع الحر، الذي صدر عام 2014 أن العيسمي. طوّر شبكة مالية متطورة وشبكات متعددة المستويات كخط تدفق لجلب المتشددين الإسلاميين إلى فنزويلا والدول المجاورة، وإرسال أموال غير مشروعة من أمريكا اللاتينية إلى الشرق الأوسط ". ويتكون الخط المزعوم من 40 شركة قابضة تملك حسابات مصرفية في فنزويلا وبنما وكوراساو وسانت لوسيا وميامي ولبنان كما أن هذه الشركات متورطة في تهريب المخدرات
ندد نائب الرئيس الفنزويلي السابق خوسيه فيسينتي رانغيليي ، الذي عمل تحت قيادة هوغو شافيز، بدراسة مركز الحماية والمجتمع الحر، مشيرا إلى أن الدراسة عبارة عن حملة مشتركة من قبل مركز الحماية والمجتمع الحر والحكومة الكندية لمهاجمة فنزويلا، على الرغم من أن بن روزويل، السفير الكندي في فنزويلا، نفى هذه الاتهامات، التي قدمها رانجيل.
في تقرير صادر عن وزارة خارجية الولايات المتحدة في عام 2015، ذكر إن هناك تقارير موثوقة بأن الوضع المتساهل في فنزويلا سمح بدعم الأنشطة التي أفادت الجماعات الإرهابية المعروفة. وذكر النائب العام لمقاطعة نيويورك روبرت م. مورغنثاو عندما كان العيسمي رئيسًا لوحدة جوازات السفر والتجنس في فنزويلا، قدم جوازات سفر إلى أعضاء من حماس وأعضاءمن حزب الله. كما ذكر أنه من الممكن أن العيسمي كان يجند العرب الفنزويليين للتدريب تحت قيادة حزب الله في جنوب لبنان. يقول جوزيف هومير، المدير التنفيذي لمركز الحماية والمجتمع الحر، بأن جماعة طارق العيسمي ضعيفة من الناحية الأيديولوجية ولكنها قوية من حيث الإمكانيات المالية.لان جماعة العيسمي ليست مبنية على صلة إيديولوجية بأي شخص، ولكن هذا شأن من يريد أن يدفع مقابل أن يعمل.
في فبراير 2017 ، ذكرت وكالة السي ان ان في مقالة بعنوان «الجوازات الفنزويلية، في أيدي خاطئة»، وهو تحقيق تم التركيز عليه في بيع جوازات السفر الفنزويلية لأفراد في الشرق الأوسط، وتحديدا سوريا وفلسطين والعراق وباكستان. ووفقاً لميسيال لوبيز سوتو، الموظفة السابقة في السفارة الفنزويلية في العراق، والتي كانت أيضاً محامية، فإن الحكومة الفنزويلية سوف تبيع جوازات سفر أصلية لأفراد من الشرق الأوسط. ومع جواز السفر الفنزويلي سيكون الفرد قادر على الوصول إلى 130 دولة في جميع أنحاء العالم. دون شرط الحصول على التأشيرة. قدم لوبيز وثائق ل السي ان ان تبين كيف حاول رؤسائه تغطية بيع جوازات السفر، والتي كانت تباع من 5000 دولار إلى 15000 دولار لكل جواز سفر. وفي تقرير استخباراتي سري حصلت عليه وكالة السي ان ان متعلق بطارق العيسمي ويشير إلى إنه مَنحَ 173 جواز سفر وبطاقة هوية بين عامي 2008 و2015 لأفراد من الشرق الأوسط، وبعضهم على صلة بحزب الله.
لم تحقق الحكومة الفنزويلية في المزاعم التي قدمتها لوبيز وبدلا من ذلك بدأت تحقيقاً ضده بسبب قيامه بتسريب وثائق سرية، وذكر أنه تخلى عن واجبه. بعد صدور تقرير السي إن إن، طالب الرئيس مادورو بأن تغادر شبكة سي إن إن فنزويلا، مشيرة إلى أن الشبكة سعت إلى «التلاعب» بالفنزويليين

### العقوبات
بالإضافة إلى عقوبات الولايات المتحدة، فرضت كندا كذلك عقوبات على طارق العيسمي في 22 سبتمبر 2017 بسبب تقويضة النظام الدستوري الفنزويلي بعد انتخابات الجمعية التأسيسية الفنزويلية لعام 2017.

### الحياة الشخصية
العيسمي متزوج ولديه طفلان. شقيقته هيفاء العيسمي دبلوماسية في الحكومة الفنزويلية وعملت سفيرة فنزويلا في هولندا حتى عام 2016. والعيسمي دائماً ما يكون محاطًا بحراسه الشخصيين، والذين يختارهم هو شخصياً. العيسمي ووالده كانا من الداعمين لنظام صدام حسين، بعد غزو العراق عام 2003. كتب والده زيدان العيسمي مقالاً بعنوان "إنه من الفخر أن يكون طالبان"، واصفاً الرئيس الأمريكي جورج بوش بأنه "مجرم إبادة، ومختل عقلياً وكذاب وعنصري" في الوقت الذي وصف فيه أيضًا زعيم تنظيم القاعدة الشيخ أسامة بن لادن بأنه كبير المجاهدين". كما زعم زيدان العيسمي أن الولايات المتحدة هي المسؤولة عن هجمات 11 سبتمبر الإرهابية لانها تريد إيجاد مبرر لغزو أفغانستان.
في 4 فبراير 2015، تم الكشف عن أن نادي أراغوا قد وقع مع العيسمي كمهاجم. وكان قد رعى نادي أراغوا بشدة خلال فترة ولايته على أراغوا، لكنه لا توجد أي سجلات تثبت إنه لعب في النادي اعتبارًا من يناير 2017.
قبل مشاركته في الحوار بين المعارضة والحكومة الفنزويلية وتعيينه في منصب نائب الرئيس، سافر أفراد عائلة العيسمي، بما في ذلك والده وأمه، للإقامة في الولايات المتحدة لأسباب غير معروفة كان ذلك في أواخر أكتوبر 2016.

## وصلات خارجية
- الشرق الأوسط.